# Mienia (gmina)
Mienia (od 1870 Cegłów) – dawna gmina wiejska istniejąca w XIX wieku w guberni warszawskiej. Siedzibą władz gminy była Mienia.
Za Królestwa Polskiego gmina Mienia należała do powiatu mińskiego w guberni warszawskiej. 31 maja 1870 do gminy przyłączono pozbawiony praw miejskich Cegłów. 
Gminę zniesiono w połowie 1870 roku i odtąd jednostka figuruje już pod nazwą gmina Cegłów.